# Tokyo Auto Salon

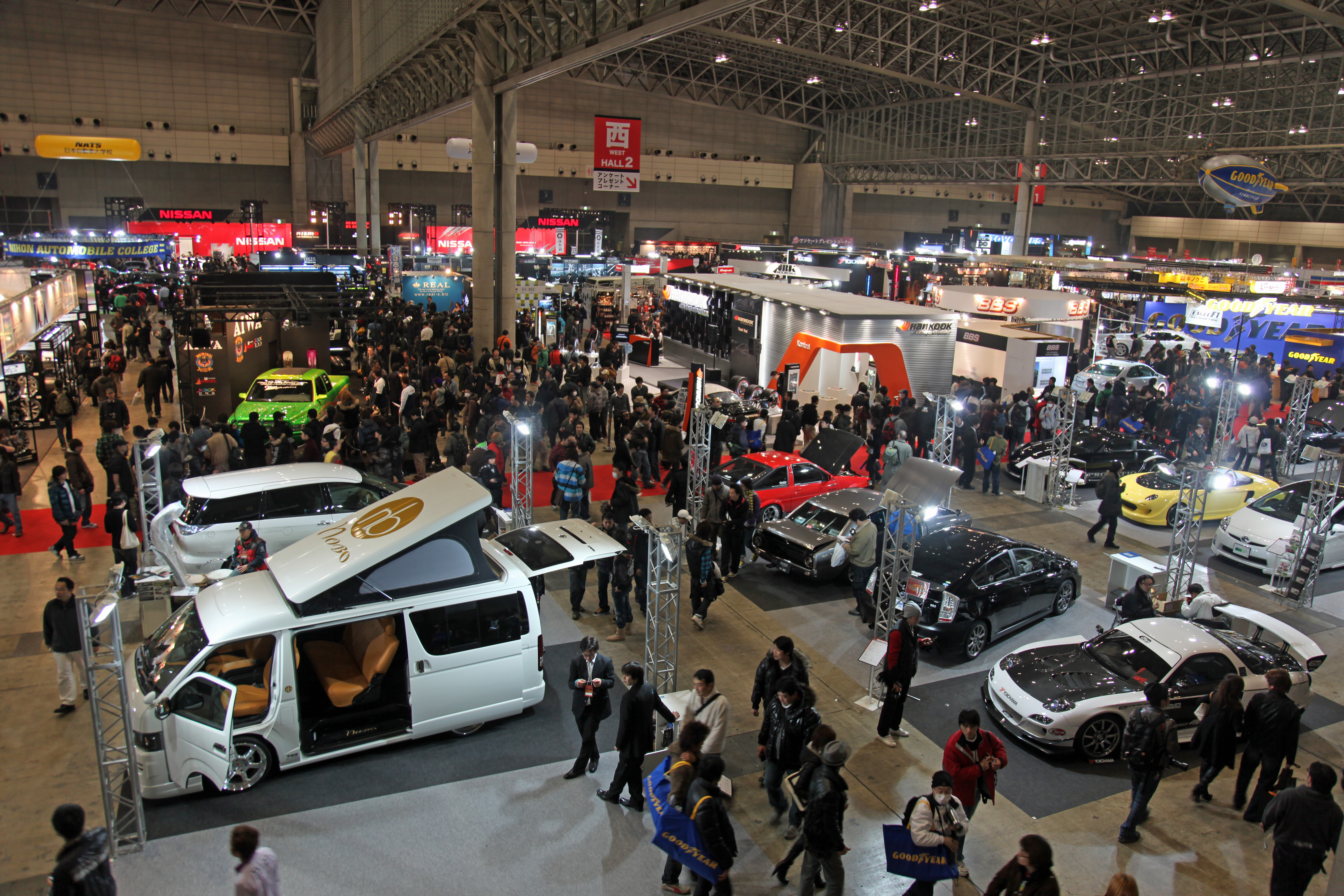
Tokyo Auto Salon

Tokyo Auto Salon (東京オートサロン) är en av världens största bilmässor med fokus på bilmodifiering, tuning och eftermarknadstillbehör. Evenemanget hålls årligen i januari i Makuhari Messe, Chiba, Japan, och lockar både nationella och internationella besökare. Mässan är en av de mest inflytelserika inom den globala JDM-kulturen och är känd för att visa upp de senaste trenderna inom bilstyling, motorsport och bilstereo.

## Historik
Tokyo Auto Salon grundades 1983 av Option Magazine-redaktören Daijiro Inada och började som en mindre utställning kallad Tokyo Exciting Car Show. Syftet var att skapa en plattform där japanska tuners och eftermarknadsföretag kunde visa upp sina modifierade fordon. Evenemanget växte snabbt och bytte namn till Tokyo Auto Salon 1987. Sedan dess har det blivit den största bilmässan i Japan inom sitt segment och är idag en globalt uppmärksammad händelse.

## Inriktning och utställare
Till skillnad från industriinriktade evenemang som Tokyo Motor Show fokuserar Tokyo Auto Salon på eftermarknadsindustrin, bilentusiastkultur och unika specialbyggen. Här deltar både stora japanska och internationella företag såsom HKS, Blitz, Cusco, Greddy, Tomei, RAYS Engineering, Work Wheels och Bride. Flera japanska biltillverkare, inklusive Toyota, Nissan, Honda, Subaru och Mazda, deltar också genom att presentera konceptbilar och prestandaversioner av sina modeller.
Evenemanget omfattar ett brett utbud av fordon, inklusive driftbilar, time attack-byggen, drag racing-bilar, VIP-modifierade lyxbilar, keibilar, offroad-fordon och klassiska kyusha-bilar. En av de mest framträdande delarna av mässan är presentationen av JDM-prestandabilar såsom Nissan GT-R, Toyota Supra, Mazda RX-7 och Honda NSX.

## Motorsport och event
Tokyo Auto Salon har starka kopplingar till motorsport och fungerar som en plattform för att visa upp tävlingsbilar och racingteknologi. Evenemanget inkluderar ofta liveuppvisningar med professionella förare från serier som Super GT, D1 Grand Prix och Formula Drift Japan. Besökare kan också delta i interaktiva aktiviteter, som provkörningar av modifierade bilar och racing-simulatorer.

## Internationell påverkan
Tokyo Auto Salon har haft stor inverkan på den globala bilentusiastkulturen och är en av de viktigaste händelserna för JDM-samhället utanför Japan. Evenemanget attraherar besökare från hela världen, och många av de trender som visas upp här påverkar bilmodifikationer internationellt. I takt med att elektrifiering och hybridteknologi blir allt viktigare inom bilindustrin har mässan även börjat visa upp tuninglösningar för elbilar och hybridfordon.